# Indice de Sobol
 (janvier 2014).
Si vous disposez d'ouvrages ou d'articles de référence ou si vous connaissez des sites web de qualité traitant du thème abordé ici, merci de compléter l'article en donnant les références utiles à sa vérifiabilité et en les liant à la section « Notes et références ».
Pour les articles homonymes, voir Sobol.
En analyse de sensibilité,, les indices de Sobol sont des indices de sensibilité d'une variable de sortie à une variable d'entrée. Ils sont nommés d'après le mathématicien russe Ilya Meïérovitch Sobol.
Soit un modèle que l'on exprime par une fonction f associant à des variables aléatoires Xi, i∈⟦1,n⟧ la variable aléatoire Y . Le ième indice de sensibilité de premier ordre est défini par :
{\displaystyle S_{i}={\frac {\mathbf {Var} \left[\mathbf {E} \left[Y|X_{i}\right]\right]}{\mathbf {Var} \left[Y\right]}}}Il s'agit d'un indice de sensibilité basé sur une décomposition de variance. Les indices de Sobol se généralisent aux ordres supérieurs (ils quantifient alors la variance attribuée à l'interaction entre paramètres) et même dans le cas de paramètres dépendants.

## Indices de Sobol

### Premier ordre
{\displaystyle S_{i}={\frac {\mathbf {Var} \left[\mathbf {E} \left[Y|X_{i}\right]\right]}{\mathbf {Var} \left[Y\right]}}}

### Ordre total
{\displaystyle ST_{i}=1-{\frac {\mathbf {Var} \left[\mathbf {E} \left[Y|X_{\sim }{i}\right]\right]}{\mathbf {Var} \left[Y\right]}}}

### Les indices généralisés
Lorsque la sensibilité du modèle doit être faite sur des séries temporelles, on peut utiliser les indices de Sobol généralisés:

{\displaystyle GSI_{i}=\sum _{t=1}^{N}{\frac {\mathbf {Var} \left[Y(t)\right]}{\sum _{t_{2}=1}^{N}\mathbf {Var} \left[Y(t_{2})\right]}}\cdot S_{i}(t)}

## Algorithme de calcul
Plusieurs algorithmes ont été présentés par Saltelli  pour calculer les indices de premier ordre et d'ordre total.